# Stratos (Griekenland)
Stratos (Grieks: Στράτος) is een deelgemeente (dimotiki enotita) van de fusiegemeente (dimos) Agrinio, in de Griekse bestuurlijke regio (periferia) West-Griekenland.
Stratos ligt in het voormalige departement Etolia-Akarnania en telt 6438 inwoners.